# Aldo Oliva
Aldo Oliva (27 de enero de 1927, Rosario - ibídem, 22 de octubre de 2000) fue un poeta, escritor y docente argentino. Es considerado como una de las figuras más prominentes de la poesía argentina del siglo XX.

## Biografía
Se desempeñó como profesor de la UNR a partir de 1984, donde desarrollaba sus clases tanto en el aula de clase como también en los bares de la facultad. Además coordinó grupos de estudio analizando las obras de Marx y Hegel.
En 1986 y a los 59 años publicó su primer libro, César en Dyrrachium. Diez años después llegó De fascinatione, y en 1999 publicó Ese general Belgrano y otros poemas.
En el 2016 el Festival Internacional de Poesía de Rosario rindió homenaje a Oliva, conmemorando los treinta años de la publicación de su primer libro, César en Dyrrachium, y anunciando que la Editorial Municipal de Rosario preparó una segunda edición de su Poesía completa, corregida y aumentada respecto de la primera, de 2003, la cual fue inhallable en librerías durante varios años.

## Obra
- César en Dyrrachium (1986)
- De fascinationes (1997)
- Ese general Belgrano y otros poemas (1999)
- Una batalla (Póstumo, 2002)
- Poesía completa (Póstumo, 2003)[3]
- El Fusilamiento de Penina (ensayo póstumo, 2006)

## Legado
El crítico Sergio Raimondi definió la obra de Oliva como: «historia, marxismo y estricta coyuntura».